# Christal Henner
Christal Henner (ur. w Chicago) – amerykańska brydżystka, World Life Master (WBF).
Christal Henner urodziła się z nazwiskiem Pudlowski. Rodzice zmienili wszystkim nazwisko na Henner. Przez pewien czas, podczas małżeństwa z Roy Wellandem, występowała jako Christal Henner-Welland. Potem wróciła do nazwiska Henner.

## Wyniki brydżowe

### Zawody światowe
W światowych zawodach zdobyła następujące lokaty:
| Mistrzostwa Świata. Konkurencja teamów | Mistrzostwa Świata. Konkurencja teamów | Mistrzostwa Świata. Konkurencja teamów          | Mistrzostwa Świata. Konkurencja teamów | Mistrzostwa Świata. Konkurencja teamów | Mistrzostwa Świata. Konkurencja teamów |
| Rok                                    | Miejsce                                | Zawody                                          | Kategoria                              | Drużyna                                | Pozycja                                |
| -------------------------------------- | -------------------------------------- | ----------------------------------------------- | -------------------------------------- | -------------------------------------- | -------------------------------------- |
| 2014                                   | Sanya                                  | 14. Seria Mistrzostw Świata                     | Miksty                                 | Chime                                  | 17                                     |
| 2012                                   | Lille                                  | 5. Otwarte Mistrzostwa Świata Teamów Mikstowych | Miksty                                 | Ventin                                 | 5                                      |
| 2010                                   | Filadelfia                             | 13. Seria Mistrzostw Świata                     | Open                                   | Josef and Cards                        | 17                                     |
| 2010                                   | Filadelfia                             | 13. Seria Mistrzostw Świata                     | Miksty                                 | Auken                                  | 12                                     |
| 2009                                   | São Paulo                              | 39. Mistrzostwa Świata Teamów                   | Trans                                  | Welland                                | 5                                      |
| 2006                                   | Werona                                 | 12. Mistrzostwa Świata                          | Open                                   | Henner                                 | 2                                      |
| 2002                                   | Montreal                               | 11. Mistrzostwa Świata                          | Open                                   | Fredin                                 | 4                                      |

| Mistrzostwa Świata. Konkurencja par | Mistrzostwa Świata. Konkurencja par | Mistrzostwa Świata. Konkurencja par | Mistrzostwa Świata. Konkurencja par | Mistrzostwa Świata. Konkurencja par | Mistrzostwa Świata. Konkurencja par |
| Rok                                 | Miejsce                             | Zawody                              | Kategoria                           | Partner                             | Pozycja                             |
| ----------------------------------- | ----------------------------------- | ----------------------------------- | ----------------------------------- | ----------------------------------- | ----------------------------------- |
| 2010                                | Filadelfia                          | 13. Mistrzostwa Świata              | Open                                | Roy Welland                         | 199                                 |
| 2010                                | Filadelfia                          | 13. Mistrzostwa Świata              | Miksty                              | Roy Welland                         | 187                                 |
| 2006                                | Werona                              | 12. Mistrzostwa Świata              | Miksty                              | Marc Jacobus                        | 5                                   |
| 2002                                | Montreal                            | 11. Mistrzostwa Świata              | Miksty                              | Roy Welland                         | 69                                  |

### Zawody europejskie
W europejskich zawodach zdobyła następujące lokaty:
| Zawody europejskie. Konkurencja teamów | Zawody europejskie. Konkurencja teamów | Zawody europejskie. Konkurencja teamów | Zawody europejskie. Konkurencja teamów | Zawody europejskie. Konkurencja teamów | Zawody europejskie. Konkurencja teamów |
| Rok                                    | Miejsce                                | Zawody                                 | Kategoria                              | Drużyna                                | Pozycja                                |
| -------------------------------------- | -------------------------------------- | -------------------------------------- | -------------------------------------- | -------------------------------------- | -------------------------------------- |
| 2009                                   | San Remo                               | 4. Otwarte Mistrzostwa Europy          | Open                                   | Welland                                | 5                                      |
| 2007                                   | Antalya                                | 3. Otwarte Mistrzostwa Europy          | Miksty                                 | Emre                                   | 9                                      |
| 2005                                   | Teneryfa                               | 2. Otwarte Mistrzostwa Europy          | Miksty                                 | Welland                                | 17                                     |
| 2005                                   | Teneryfa                               | 2. Otwarte Mistrzostwa Europy          | Kobiety                                | Cave                                   | 9                                      |
| 2003                                   | Mentona                                | 1. Otwarte Mistrzostwa Europy          | Miksty                                 | Welland                                | 1                                      |

| Zawody europejskie. Konkurencja par | Zawody europejskie. Konkurencja par | Zawody europejskie. Konkurencja par | Zawody europejskie. Konkurencja par | Zawody europejskie. Konkurencja par | Zawody europejskie. Konkurencja par |
| Rok                                 | Miejsce                             | Zawody                              | Kategoria                           | Partner                             | Pozycja                             |
| ----------------------------------- | ----------------------------------- | ----------------------------------- | ----------------------------------- | ----------------------------------- | ----------------------------------- |
| 2007                                | Antalya                             | 3. Otwarte Mistrzostwa Europy       | Miksty                              | Antonio Sementa                     | 175                                 |

## Klasyfikacja
- Christal Henner – klasyfikacja WBF (ang.)